# Gloria Buzău
Fotbal Club Gloria Buzău – rumuński klub piłkarski, mający siedzibę w mieście Buzău, leżącym na Wołoszczyźnie.

## Historia
Klub został założony 16 czerwca 1971 roku jako Fotbal Club Gloria Buzău i będący częścią CSM Buzău (Clubul Sportiv Municipal, czyli Miejskiego klubu Sportowego). Zespół Glorii zaczął grać w trzeciej lidze rumuńskiej zamiast innego zespołu z miasta Buzău, Metalulu Buzău. Zespół w debiutanckim sezonie zajął 1. miejsce w trzeciej lidze, a następnie dzięki barażom awansował do drugiej ligi.
Po kilku próbach awansu do pierwszej ligi Gloria w końcu awansowała do niej w 6 lat po utworzeniu, a fakt ten miał miejsce na koniec sezonu 1977/1978. W debiutanckim sezonie w pierwszej lidze Gloria uniknęła degradacji. W pierwszej lidze Rumunii grała jeszcze przez rok i wiosną 1979 spadła do drugiej ligi. Na zapleczu ekstraklasy grała przez kolejne 4 lata i w 1983 roku powróciła do pierwszej ligi na 3 lata. sezon 1984/1985 był najlepszym w historii klubu, który zajął 5. miejsce w lidze, najwyższe w swojej historii. Dotarł też on do półfinału Pucharu Bałkanów, z którego odpadł po meczu z Panioniosem GSS.
W kolejnych latach klub grał głównie w drugiej lidze, ale w latach 2000–2002 występował w trzeciej lidze. W 2002 roku awansował do drugiej ligi. Klub przeżywał kłopoty finansowe i był bliski bankructwa w 2006 roku. Wtedy też zespół przejął biznesmen Aurel Brebeanu i uratował klub przed upadkiem. W 2007 roku zespół powrócił do pierwszej ligi po 20 latach absencji. W 2009 roku zajął w niej ostatnie miejsce.

## Sukcesy
- Liga I:
  - 5. miejsce (1): 1985
- Liga II:
  - mistrzostwo (2): 1978, 1984
  - wicemistrzostwo (7): 1974, 1977, 1983, 1990, 1991, 2003, 2007
- Liga II:
  - mistrzostwo (2): 1972, 2002
  - wicemistrzostwo (1): 2001

## Reprezentanci kraju grający w klubie
- Iulian Apostol
- Dudu Georgescu
- Dorin Goian
- Viorel Ion(inne języki)
- Alexandru Nicolae(inne języki)
- Ilie Stan(inne języki)
- Pompiliu Stoica
- Pedro Moreira
- Salih Jaber(inne języki)